# Mareile Marx
Mareile Marx-Scheer (* 20. März 1962 in Wesseling) ist eine deutsche Filmeditorin.

## Leben
Mareile Marx wurde in den 1980er Jahren zur Schnitt-Assistentin bei der Deutschen Welle ausgebildet und wurde danach als freie Editorin aktiv. Zu ihren Arbeiten gehören überwiegend Fernsehserien und -Filme. Sie wirkte bei über 30 Produktionen mit.

## Filmografie (Auswahl)
- 1993: Das tödliche Auge
- 1993: Barschel – Mord in Genf?
- 1995: Tödliches Leben
- 2000: Tatort: Trittbrettfahrer
- 2001: Wilsberg: Wilsberg und der Schuss im Morgengrauen
- 2005: Axel! wills wissen (Fernsehserie, 13 Folgen)
- 2005–2006: Die Camper (Fernsehserie, 12 Folgen)
- 2008: Alter vor Schönheit
- 2009–2010: SOKO Köln (Fernsehserie, 12 Folgen)
- 2011: Pastewka (Fernsehserie, 5 Folgen)
- 2011–2012: Heiter bis tödlich: Henker & Richter (Fernsehserie, 16 Folgen)
- 2014: Heiter bis tödlich: Koslowski & Haferkamp (Fernsehserie, 16 Folgen)
- 2015–2021: Der Lehrer (Fernsehserie, 42 Folgen)
- 2018–2020: Rentnercops (Fernsehserie, 7 Folgen)
- 2022: Der Germinator – Ein deutscher Cop in Texas (Fernsehserie, 8 Folgen)